# Marathon van Houston 1996
De marathon van Houston 1996 (ook wel Houston-Tenneco) vond plaats op zondag 21 januari 1996. Het was de 24e editie van deze marathon.
De marathon werd bij de mannen gewonnen door de Ethiopische Tumo Turbo in 2:10.34. Hij had slechts een seconde voorsprong op nummer twee, Stephen Brace uit Wales. Bij de vrouwen won de Mexicaanse Adriana Fernandez in 2:31.59. Zij had een halve minuut voorsprong op haar landgenote Maria Guadalupe Loma, die in 2:32.29 finishte. De twee winnaars verdienden elk $25.000 aan prijzengeld.
In totaal finishten er 4361 marathonlopers, waarvan 3205 mannen en 1156 vrouwen.

## Uitslagen

### Mannen
| rang   | naam                  | land | tijd    |
| ------ | --------------------- | ---- | ------- |
| Goud   | Tumo Turbo            | ETH  | 2:10.34 |
| Zilver | Stephen Brace         | WAL  | 2:10.35 |
| Brons  | Leonid Shvetsov       | RUS  | 2:10.52 |
| 4      | Sean Wade             | NZL  | 2:10.59 |
| 5      | Osmiro Dasilva        | BRA  | 2:11.18 |
| 6      | Nicolas Kioko         | KEN  | 2:11.39 |
| 7      | Sergio Jimenez        | MEX  | 2:14.50 |
| 8      | Vladimir Netreba      | RUS  | 2:14.58 |
| 9      | Carey Nelson          | CAN  | 2:15.10 |
| 10     | Juan Carlos Chavez    | MEX  | 2:15.19 |
| 11     | Yevgeniy Agapov       | RUS  | 2:15.31 |
| 12     | Anders Szalkai        | SWE  | 2:15.34 |
| 13     | Agustin Hernandez     | MEX  | 2:16.59 |
| 14     | Spyridon Andriopoulos | GRE  | 2:17.11 |
| 15     | Dmitriy Kapitonov     | RUS  | 2:17.15 |
| 16     | Jose Apolinar         | MEX  | 2:18.12 |
| 17     | Benedito Donizetti    | BRA  | 2:18.33 |
| 18     | Neji Maklouf          | TUN  | 2:18.40 |
| 19     | Ramon Apolinar        | MEX  | 2:19.23 |
| 20     | Vladimir Kiseljev     | KGZ  | 2:20.06 |
| 23     | Alphonce Muindi       | KEN  | 2:20.20 |

### Vrouwen
| rang   | naam                 | land | tijd    |
| ------ | -------------------- | ---- | ------- |
| Goud   | Adriana Fernandez    | MEX  | 2:31.59 |
| Zilver | Maria Guadalupe Loma | MEX  | 2:32.29 |
| Brons  | Salina Chirchir      | KEN  | 2:32.36 |
| 4      | Gitte Karlshøj       | DEN  | 2:33.15 |
| 5      | Alina Ivanova        | RUS  | 2:33.38 |
| 6      | Karen Macleod        | SCO  | 2:33.50 |
| 7      | Alevtina Naumova     | RUS  | 2:34.59 |
| 8      | Galina Goranova      | BUL  | 2:35.02 |
| 9      | Elena Sipatova       | RUS  | 2:35.03 |
| 10     | Tatyana Zolotareva   | RUS  | 2:37.45 |
| 11     | Antonella Bizioli    | ITA  | 2:38.17 |
| 12     | Sally Eastall        | ENG  | 2:38.52 |
| 13     | Lucille Smith        | CAN  | 2:40.56 |
| 14     | Sarah Kramer         | USA  | 2:46.35 |
| 15     | Noelle Stenger       | USA  | 2:49.34 |
| 16     | Marina Jones         | USA  | 2:49.54 |
| 18     | Christine Gibbons    | USA  | 2:51.10 |
| 19     | Anna Brook           | UKR  | 2:51.13 |
| 21     | Kelly Keeler         | USA  | 2:54.05 |
| 22     | Carol Mclatchie      | USA  | 2:54.57 |

1972 ·
1973 ·
1974  ·
1975 ·
1976 ·
1977 ·
1978 ·
1979 ·
1980 ·
1981 ·
1982 ·
1983 ·
1984 ·
1985 ·
1986 ·
1987 ·
1988 ·
1989 ·
1990 ·
1991 ·
1992 ·
1993 ·
1994 ·
1995 ·
1996 ·
1997 ·
1998 ·
1999 ·
2000 ·
2001 ·
2002 ·
2003 ·
2004 ·
2005 ·
2006 ·
2007 ·
2008 ·
2009 ·
2010 ·
2011 ·
2012 ·
2013 ·
2014 ·
2015 ·
2016 ·
2017